# Załuski (powiat płoński)

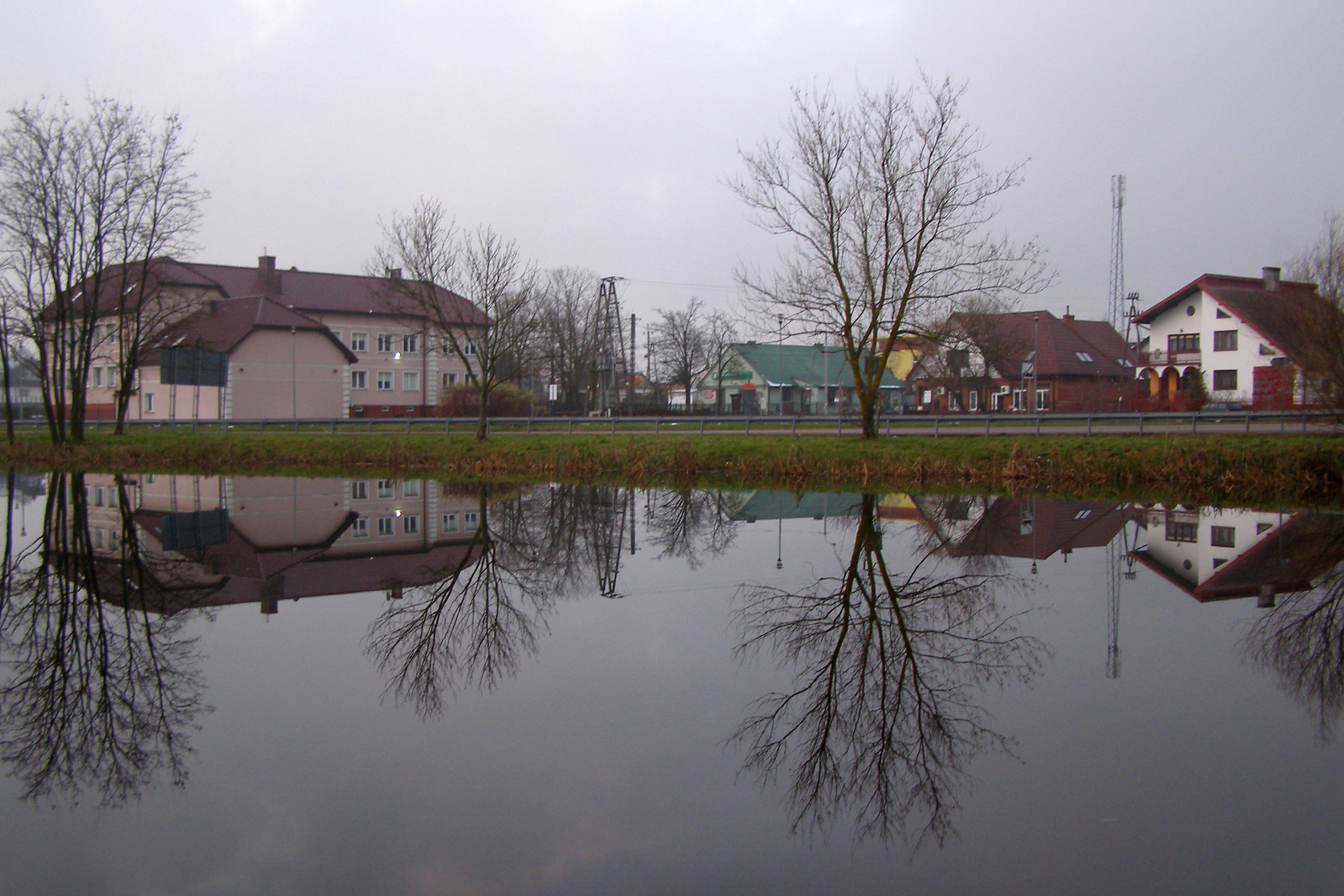
Panorama wsi

Załuski – wieś sołecka w Polsce położona w województwie mazowieckim, w powiecie płońskim, w gminie Załuski.
Miejscowość jest siedzibą gminy Załuski.
Prywatna wieś szlachecka położona była w drugiej połowie XVI wieku w powiecie zakroczymskim ziemi zakroczymskiej województwa mazowieckiego. W latach 1975–1998 miejscowość należała administracyjnie do województwa ciechanowskiego.

## Położenie
Załuski położone są przy międzynarodowej trasie E77, ok. 50 km na północny zachód od Warszawy i 17 km na południowy wschód od miasta powiatowego Płońska. 
Wieś usytuowana jest na Wysoczyźnie Płońskiej na Nizinie Mazowieckiej.

## Historia
Pierwsze wzmianki o miejscowości pochodzą z 1405 roku. W księgach sądowych zakroczymskich występuje wtedy Vincencius de Zalusky. W pierwszej połowie XV wieku Załuski i sąsiednie Niepiekły należały do rodu Rawitów (de armis Raviczi).
Późniejsza wzmianka z 1423 roku (Zaluszky), rejestr poborowy z 1576 r. wykazuje, że żyli tu Załuscy i Tabałowie posiadający 5,5 łanu (ok. 95 ha) i jednego zagrodnika. Najwybitniejszą postacią XVI-wiecznych Załusk był Jan z Załusek, sędzia i starosta wyszogrodzki, uczestniczył między innymi w przyznawaniu praw targowych (przywilejów) Latowiczowi. W tym czasie szlak z Zakroczymia biegł przez Zdunowo, był więc oddalony od Załusk ok. 1 km.
Jak podaje Ryszard Małowiecki („Dane zebrane, czyli nieco o Załuskach”) Kurier Płoński, nr 5, 1 III 1995, s. 4) w II poł. XVIII w. Załuski należały do zamożniejszej szlachty, łącząc się na 200 lat z dobrami zdunowskimi. Do 1782 r. właścicielem był Władysław Zembrzuski (wojski zakroczymski), do 1791 r. pułkownik wojsk koronnych Tadeusz Czerski, później Ludwik Felicjan Golońskie herbu Jastrzębiec – podkomorzy króla Stanisława Augusta Poniatowskiego.
- I ćwierć XIX wieku – szlak zakroczymski zyskał rozgałęzienie przechodzące przez Załuski.
- 1827 r. – wieś liczy 42 mieszkańców, 7 domów.
- 1885 r. – folwark w Załuskach, 705 mórg, 2 budynki murowane, 8 drewnianych.
- 1895 r. – wieś ma 22 domy, 191 mieszkańców, 588 mórg ziemi. Istnieje karczma, urząd gminy i kasa „zaliczkowo-wkładowa”.
- 1900 r. – istnieje gorzelnia.
- 1915 r. – przemarsz wojsk niemieckich i rosyjskich. Zniszczony folwark, wojska rosyjskie zatrzymują na kilka dni nacierających Niemców na przedpolach szosy, umocnienia rosyjskie znajdowały się w Załuskach na tzw. górce (Niemcy swoje pozycje mieli w Olszynach Starych ok. 5 km na zachód).

(na podst. „O Zdunowie raz jeszcze”, Kurier Płoński, nr 7, 1 IV 1995, s. 4)
- 1930 r. – istnieje regularna zabudowa, 17 zagród, istniał folwark z 6 domami, gorzelnia, duży sad.

Ostatnim dziedzicem był Stanisław Jaworowski.

## Ulice w miejscowości Załuski
Z dniem 1 października 2022 r. na terenie miejscowości Załuski zostały wprowadzone nazwy ulic, mające pomóc w uporządkowaniu numeracji. Poniżej lista ulic, zlokalizowanych we wsi Załuski:

- Aleja Robiniowa
- ul. Bajkowa
- ul. Brzozowa
- ul. Gdańska
- ul. Gminna
- ul. Jasna
- ul. Leśna
- ul. Leśników
- ul. Malinki
- ul. Mazowiecka
- ul. Na Zajączki
- ul. Osiedlowa
- ul. Południowa
- ul. Siewna
- ul. Stokrotki
- ul. Stróżewska
- ul. Suchodolska
- ul. Urodzajna
- ul. Wiejska
- ul. Zdunowska

Ponadto lokalne rondo otrzymało nazwisko Antoniego Kolczyńskiego.

## Organizacje pozarządowe w miejscowości Załuski
Na terenie miejscowości Załuski zarejestrowane są i działają następujące organizacje pozarządowe:
- Towarzystwo Przyjaciół Załusk
- Ochotnicza Straż Pożarna w Załuskach

## Bibliografia

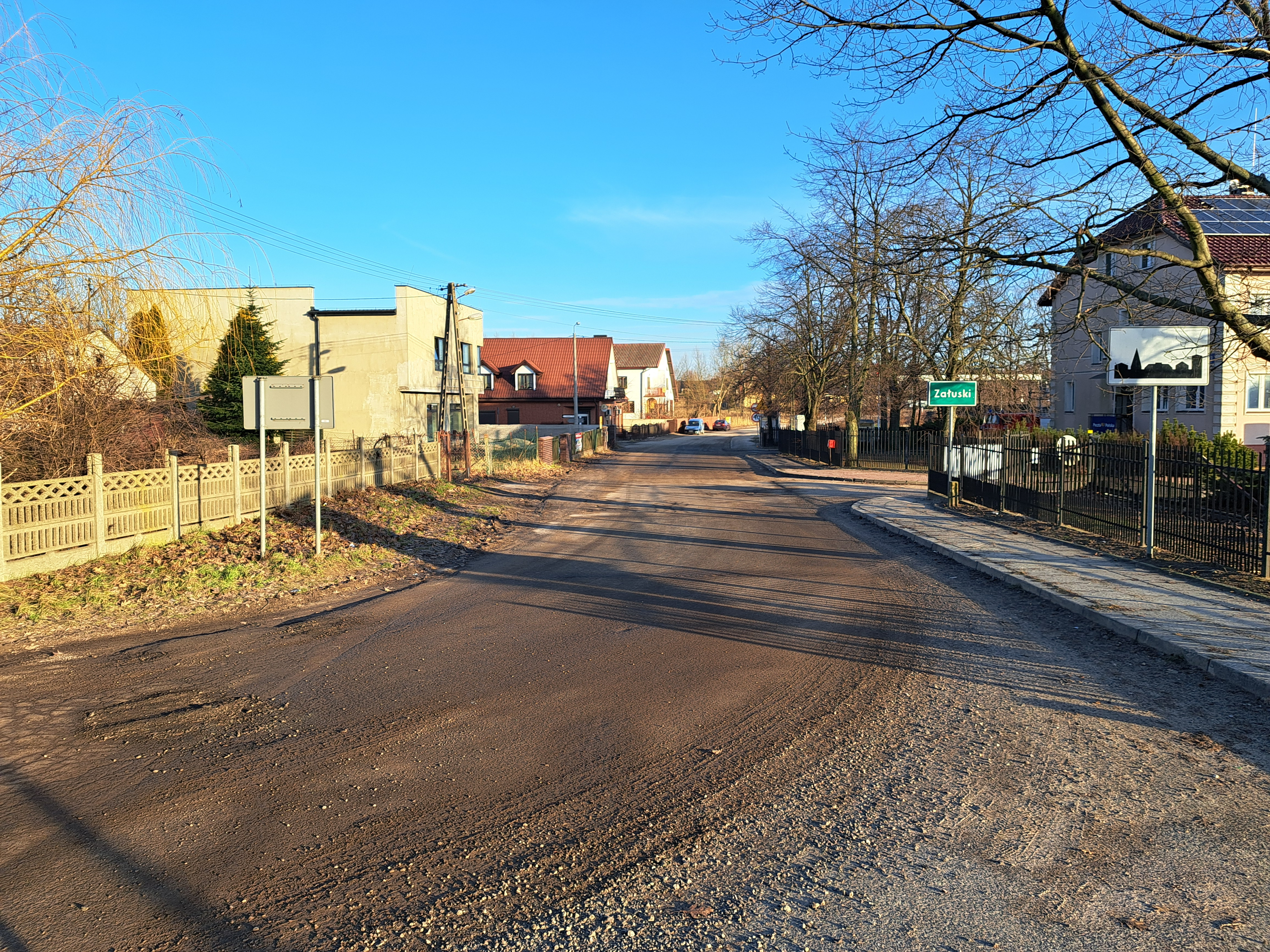
ul. Gminna w Załuskach, 30 stycznia 2024 r.